# Eucoptacra brevidens
Eucoptacra brevidens är en insektsart som beskrevs av Boris Petrovich Uvarov 1953. Eucoptacra brevidens ingår i släktet Eucoptacra och familjen gräshoppor. Inga underarter finns listade i Catalogue of Life.